# Stenomeria fosteri
Stenomeria fosteri är en oleanderväxtart som beskrevs av G. Morillo. Stenomeria fosteri ingår i släktet Stenomeria och familjen oleanderväxter. Inga underarter finns listade i Catalogue of Life.